# Religioni in Tunisia
La religione più diffusa in Tunisia è l'islam, professato dal 99% della popolazione. La costituzione della Tunisia afferma che l'islam è la religione di stato, ma dichiara che la Tunisia è uno "stato civile" e riconosce la libertà religiosa. I diritti religiosi possono essere limitati per tutelare l'ordine pubblico, la sicurezza nazionale, la salute pubblica e la moralità. La costituzione nomina il governo "guardiano della religione" e obbliga lo stato a promuovere valori di moderazione e tolleranza. I servizi religiosi devono svolgersi presso gli edifici di culto autorizzati. Per svolgere attività sociali e avere agevolazioni fiscali i gruppi religiosi devono registrarsi sotto forma di associazioni. Nella scuola pubblica è previsto l'insegnamento della religione islamica, ma gli studenti non musulmani possono chiedere di essere esonerati; nella scuola secondaria è previsto anche l'insegnamento della storia del cristianesimo e del giudaismo. I gruppi religiosi riconosciuti possono aprire scuole private. Il proselitismo religioso non è vietato, ma lo è la promozione della conversione forzata. La conversione dei musulmani ad altra religione non è vietata, ma è oggetto di discriminazione sociale, per cui i musulmani convertiti sono soggetti a pressioni perché rientrino nella religione di provenienza. La creazione di partiti politici basati sulla religione non è vietata, purché la religione non venga usata per promuovere violenze o discriminazioni.

## Religioni presenti

### Islam
I musulmani della Tunisia sono in maggioranza sunniti malikiti; sono presenti anche piccolissimi gruppi di sciiti, di ibadi e di sufi. Le moschee sono controllate e sovvenzionate dal governo: solo il personale nominato dal governo può esercitare attività nelle moschee e la paga degli imam è a carico del governo. La costruzione delle moschee è pagata dal governo e una volta terminata la costruzione diventano proprietà governative. Il Gran Mufti è nominato dal Presidente della Repubblica.

### Cristianesimo
Il cristianesimo è la seconda religione del Paese. In Tunisia vi sono circa 25.000 cristiani, pari a circa lo 0,2% della popolazione. La maggioranza dei cristiani tunisini sono cattolici; sono presenti anche protestanti e ortodossi. 

### Ebraismo
In Tunisia vi sono circa 1.500 ebrei: un terzo di essi vive a Tunisi e la rimanente parte a Gerba.

### Bahaismo
In Tunisia è presente un piccolo gruppo di bahai. Essi non sono stati finora riconosciuti, essendo considerati una setta eretica dell'islam, per cui possono praticare la loro fede solo in privato.